# تشارلي جاستيس
تشارلي جاستيس هو سياسي أمريكي، ولد في 23 يوليو 1968 في سانت بيترسبرغ في الولايات المتحدة. نشط حزبياً في الحزب الديمقراطي. وقد انتخب عضو مجلس ولاية فلوريدا ‏ وانتخب عضو مجلس نواب فلوريدا ‏.